# Richard Verschoor
Richard Verschoor (Benschop, 16 dicembre 2000) è un pilota automobilistico olandese.

## Carriera

### Karting e Formula Minori
Verschoor dal 2011 al 2013 ha corso in diverse serie nazionali di Karting nei Paesi Bassi. Nel 2014, Verschoor si è trasferito nella serie europea dove ha vinto il CIK-FIA Karting Academy Trophy. Nel 2015 ha vinto il campionato tedesco di karting, sempre lo stesso anno è arrivato sesto nel campionato mondiale CIK-FIA KF.
Verschoor è passato alle monoposto nel 2016, con il team MP Motorsport partecipa al Campionato SMP di Formula 4 e in seguito al Campionato spagnolo di Formula 4, l'olandese riesce a vincere entrambi i campionati, ed entra nel Red Bull Junior Team. Verschoor grazie alle ventotto vittorie diventa il pilota più vincente nella storie della FIA Formula 4.

### GP3 e Formula 3
Nel 2018 esordisce nella Gp3 Series durante la sesta gara, sul Circuito di Spa-Francorchamps con il team MP Motorsport. Il 10 marzo del 2019 il team MP Motorsport annuncia Verschoor come suo pilota per il Campionato FIA di Formula 3, lo stesso anno partecipa e vince il Gran Premio di Macao. Nel 2020 viene confermato dal suo team per un'altra stagione nel Campionato FIA di Formula 3.  In gara 2 del Red Bull Ring arriva il suo primo e unico podio nella categoria.

### Formula 2

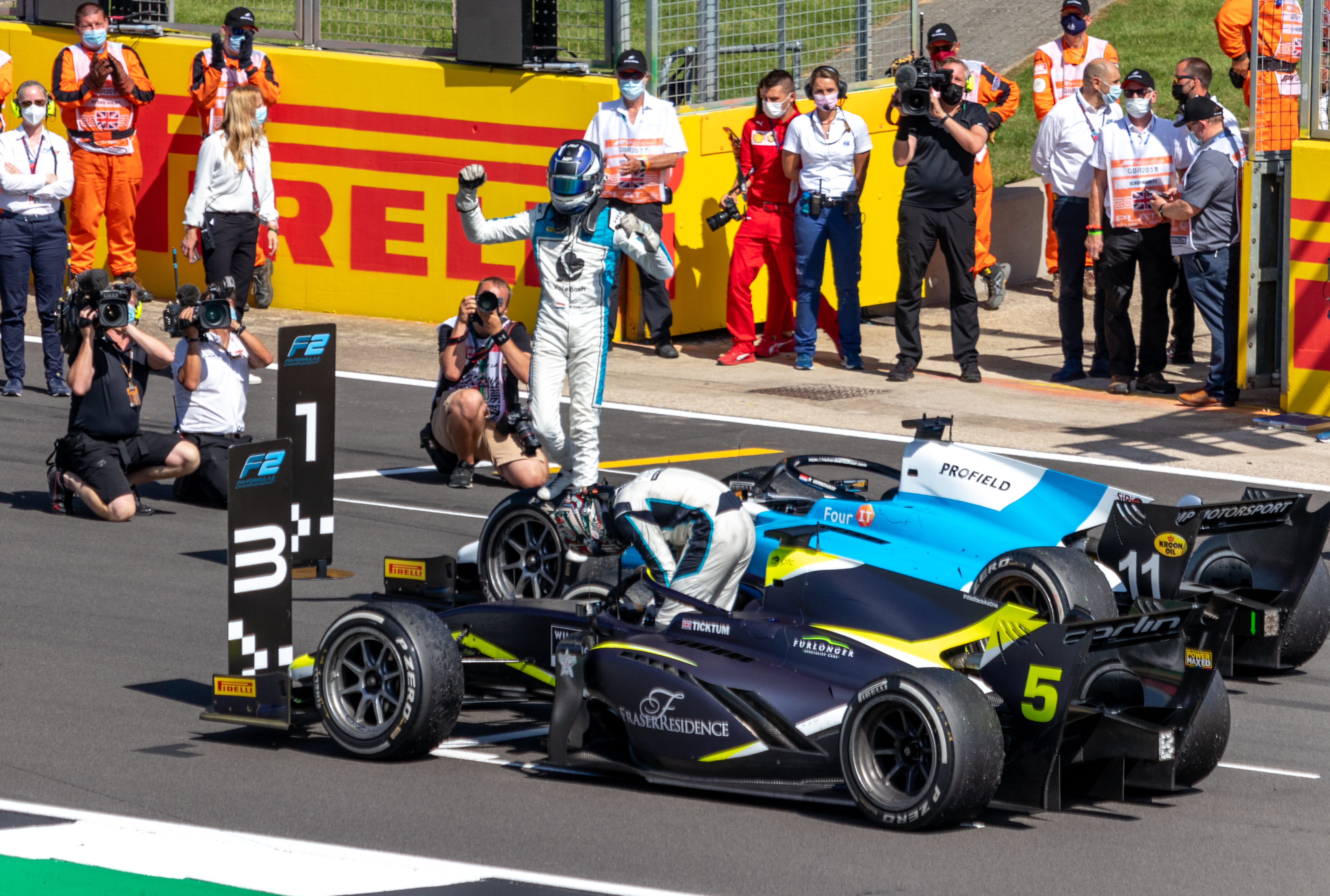
Verschoor dopo la vittoria a Silverstone nel 2021

Nel 2021, Verschoor dopo aver partecipato ai test pre-stagionali del Campionato di Formula 2 con il team MP Motorsport, il 24 marzo viene scelto come pilota per le prime gare a Barcellona. Dopo i buoni risultati del weekend in Spagna viene ufficializzato anche per le altre gare della stagione. Conquista la sua prima vittoria nella Sprint Race di Silverstone concludendo davanti a Marcus Armstrong e Christian Lundgaard. A fine novembre il team decide di sostituire il pilota olandese con Jack Doohan per gli ultimi due round della stagione. Verschoor riesce a tornare nella categoria per disputare l'ultimo round a Abu Dhabi, il pilota olandese sostituisce l'infortunato Enzo Fittipaldi alla guida della seconda auto del team Charouz Racing System.
Nel 2022 continua nella serie ma passa al team italiano, Trident insieme a Calan Williams. Nella prima gara stagionale in Bahrain conquista la sua seconda vittoria nella categoria e riporta il team Trident alla vittoria in F2 dopo cinque anni. Nel resto della stagione ottiene tre secondi posti nelle Feature Race di Gedda, Zandvoort e di Yas Marina. Verschoor chiude la sua seconda stagione in F2 al dodicesimo posto.
Nel 2023 continua nella serie ma passa al team Van Amersfoort Racing. La sua terza vittoria nella serie arriva nella Feature Race del Red Bull Ring dove sopraggiunge Ayumu Iwasa e Frederik Vesti, Verschoor dedica la sua vittoria al connazionale, Dilano van 't Hoff scomparso il giorno prima sul Circuito di Spa-Francorchamps. Nel resto della stagione ottiene altri due terzi posti, il primo nella Sprint Race di Monza e il secondo Yas Marina. A fine stagione il pilota olandese chiude nono in classifica.

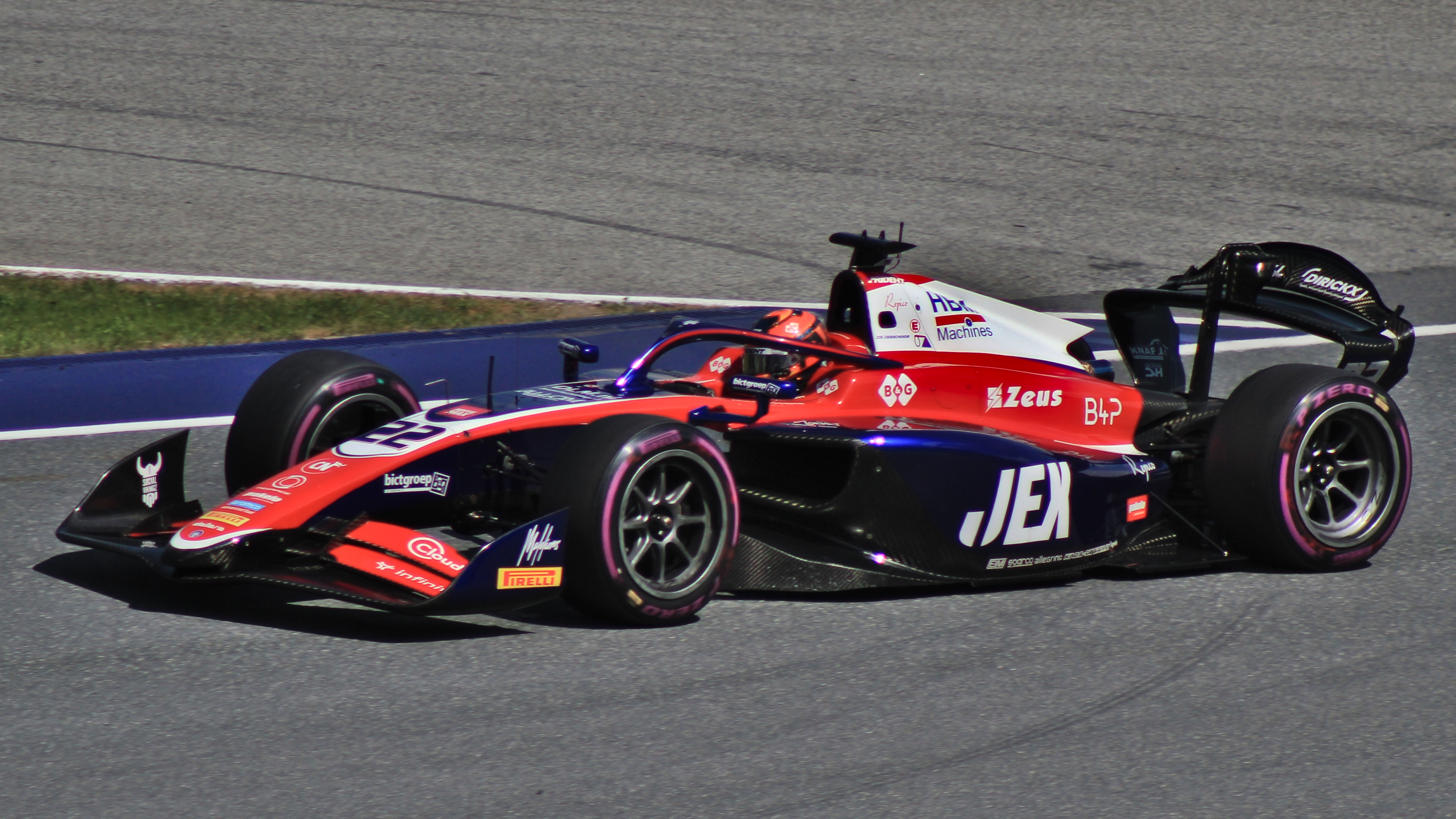
Richard Verschoor nel 2024 durante la stagione di F2.

Nel novembre del 2023 prende parte al Gran Premio di Macao correndo per il team Trident Motorsport. Proprio con il team italiano prenderà parte alla sua quarta stagione in Formula 2. A Jeddah ottiene, in un primo momento, la vittoria nella Sprint Race ma nel dopo gara viene squalificato per una irregolarità sulla vettura e la vittoria passa a Dennis Hauger. Anche nella Sprint Race del Hungaroring ottiene la vittoria ma come in precedenza viene squalificato. Dopo la delusione, ritorna a podio con il terzo nella Feature Race. Stesso risultato lo ottiene nella Sprint Race di Spa dietro Zak O'Sullivan e Dennis Hauger. Nella Feature Race di Monza rimonta grazie a un'ottima strategia e ottiene il terzo posto finale, il terzo podio stagionale e l'undicesimo podio nella categoria. La sua prima vittoria stagionale arriva nella feature race di Baku davanti a Victor Martins.
Il 9 novembre Trident e Richard annunciano la loro separazione. Il pilota olandese correrà gli ultimi due round del 2024 e la stagione successiva con la MP Motorsport.

## Risultati

### Riassunto carriera
| Stagione | Campionato                       | Team                  | Gare | Vittorie | Pole | GPV | Podi | Punti | Pos. |
| -------- | -------------------------------- | --------------------- | ---- | -------- | ---- | --- | ---- | ----- | ---- |
| 2016     | Campionato SMP F4                | MP Motorsport         | 20   | 11       | 10   | 9   | 16   | 339   | 1º   |
| 2016     | Campionato spagnolo F4           | MP Motorsport         | 20   | 17       | 9    | 16  | 19   | 387   | 1º   |
| 2016     | V de V Challenge Monoplace       | MP Motorsport         | 3    | 1        | 3    | 1   | 2    | 0     | NC†  |
| 2016     | Campionato ADAC di Formula 4     | Motopark              | 6    | 0        | 0    | 0   | 0    | 34    | 15º  |
| 2016     | Campionato italiano di Formula 4 | Bhaitech Engineering  | 3    | 0        | 0    | 0   | 1    | 31    | 21º  |
| 2017     | Eurocup Formula Renault 2.0      | MP Motorsport         | 23   | 0        | 0    | 0   | 1    | 89    | 9º   |
| 2017     | Formula Renault NEC              | MP Motorsport         | 7    | 1        | 0    | 0   | 3    | 90    | 9º   |
| 2017     | Toyota Racing                    | Giles Motorsport      | 15   | 3        | 0    | 2   | 7    | 843   | 3º   |
| 2018     | Eurocup Formula Renault 2.0      | Josef Kaufmann Racing | 12   | 0        | 0    | 0   | 1    | 34    | 13º  |
| 2018     | Formula Renault NEC              | Josef Kaufmann Racing | 2    | 0        | 0    | 0   | 0    | 0     | NC†  |
| 2018     | Campionato GP3                   | MP Motorsport         | 8    | 0        | 0    | 0   | 1    | 30    | 15º  |
| 2018     | Toyota Racing                    | M2 Competition        | 15   | 6        | 4    | 4   | 12   | 911   | 2º   |
| 2019     | Campionato di Formula 3          | MP Motorsport         | 16   | 0        | 0    | 1   | 0    | 34    | 13º  |
| 2019     | Gran Premio di Macao             | MP Motorsport         | 1    | 1        | 0    | 0   | 1    | N/A   | 1º   |
| 2020     | Campionato di Formula 3          | MP Motorsport         | 18   | 0        | 0    | 0   | 1    | 69    | 9º   |
| 2021     | Campionato di Formula 2          | MP Motorsport         | 17   | 1        | 0    | 0   | 1    | 55    | 11º  |
| 2021     | Charouz Racing System            | 3                     | 0    | 0        | 0    | 0   | 1    |       | 11º  |
| 2022     | Campionato di Formula 2          | Trident Motorsport    | 28   | 1        | 0    | 2   | 4    | 103   | 12º  |
| 2023     | Campionato di Formula 2          | Van Amersfoort Racing | 25   | 1        | 0    | 1   | 3    | 108   | 9°   |
| 2024     | Campionato di Formula 2          | Trident Motorsport    | 22   | 0        | 1    | 0   | 3    | 60*   |      |
| 2024     | Campionato di Formula 2          | MP Motorsport         |      |          |      |     |      |       |      |

* Stagione in corso. 
† In quanto pilota ospite, non aveva diritto ad ottenere punti.

### Risultati in GP3 Series
(Le gare in grassetto indicano la pole position) (Le gare in corsivo indicano Gpv)
| Stagione | Team          | 1   | 2   | 3   | 4   | 5   | 6   | 7   | 8   | 9   | 10  | 11  | 12  | 13  | 14  | 15  | 16  | 17  | 18  | Punti | Pos. |
| -------- | ------------- | --- | --- | --- | --- | --- | --- | --- | --- | --- | --- | --- | --- | --- | --- | --- | --- | --- | --- | ----- | ---- |
| 2018     | MP Motorsport | CAT | CAT | LEC | LEC | RBR | RBR | SIL | SIL | HUN | HUN | SPA | SPA | MNZ | MNZ | SOC | SOC | YMC | YMC | 30    | 15º  |
| 2018     | MP Motorsport |     |     |     |     |     |     |     |     |     |     | 17  | 7   | 8   | 9   | 4   | 3   | 14  | 7   | 30    | 15º  |

### Risultati in Formula 3
(legenda) (Le gare in grassetto indicano la pole position) (Le gare in corsivo indicano Gpv)
| Stagione | Team          | 1    | 2    | 3    | 4    | 5   | 6   | 7    | 8    | 9    | 10   | 11  | 12  | 13  | 14  | 15  | 16  | 17  | 18  | Punti | Pos. |
| -------- | ------------- | ---- | ---- | ---- | ---- | --- | --- | ---- | ---- | ---- | ---- | --- | --- | --- | --- | --- | --- | --- | --- | ----- | ---- |
| 2019     | MP Motorsport | CAT  | CAT  | LEC  | LEC  | RBR | RBR | SIL  | SIL  | HUN  | HUN  | SPA | SPA | MNZ | MNZ | SOC | SOC |     |     | 34    | 13º  |
| 2019     | MP Motorsport | 19   | 19   | 14   | 4    | 10  | 12  | 17   | 21   | 27†  | 17   | 17  | 11  | 4   | 4   | 10  | 7   |     |     | 34    | 13º  |
| 2020     | MP Motorsport | RBR1 | RBR1 | RBR2 | RBR2 | HUN | HUN | SIL1 | SIL1 | SIL2 | SIL2 | CAT | CAT | SPA | SPA | MNZ | MNZ | MUG | MUG | 69    | 9º   |
| 2020     | MP Motorsport | 8    | 2    | 7    | 4    | 4   | 5   | 11   | 9    | 19   | 18   | 9   | 4   | 10  | 7   | 27  | 10  | 12  | 5   | 69    | 9º   |

† Il pilota non ha terminato la gara, ma è stato classificato come ha completato oltre il 90% della distanza di gara.
‡ Sono stati assegnati mezzo punto, poiché è stato completato meno del 75% della distanza programmata.

### Risultati in Formula 2
(legenda) (Le gare in grassetto indicano la pole position) (Le gare in corsivo indicano Gpv)
| Stagione | Team                      | 1   | 2   | 3   | 4   | 5   | 6   | 7   | 8   | 9   | 10  | 11  | 12  | 13  | 14  | 15  | 16  | 17  | 18  | 19  | 20  | 21  | 22  | 23  | 24  | 25  | 26  | 27  | 28  | Punti | Pos. |
| -------- | ------------------------- | --- | --- | --- | --- | --- | --- | --- | --- | --- | --- | --- | --- | --- | --- | --- | --- | --- | --- | --- | --- | --- | --- | --- | --- | --- | --- | --- | --- | ----- | ---- |
| 2021     | MP (1-18) Charouz (22-24) | BHR | BHR | BHR | MON | MON | MON | BAK | BAK | BAK | SIL | SIL | SIL | MNZ | MNZ | MNZ | SOC | SOC | SOC | JED | JED | JED | YMC | YMC | YMC |     |     |     |     | 56    | 11º  |
| 2021     | MP (1-18) Charouz (22-24) | Rit | 5   | 4   | 13  | 6   | 10  | 12  | Rit | 14  | 10  | 1   | 4   | Rit | 13  | 7   | 8   | C   | 8   |     |     |     | Rit | 11  | 10  |     |     |     |     | 56    | 11º  |
| 2022     | Trident Motorsport        | BHR | BHR | JED | JED | IMO | IMO | CAT | CAT | MON | MON | BAK | BAK | SIL | SIL | RBR | RBR | PAU | PAU | HUN | HUN | SPA | SPA | ZAN | ZAN | MNZ | MNZ | YMC | YMC | 103   | 12º  |
| 2022     | Trident Motorsport        | 1   | Rit | 6   | 2   | 13  | 15  | 11  | 18  | 13  | 12  | 20  | 5   | 10  | 14  | 6   | SQ  | Nc  | 17  | 16  | 8   | 5   | 4   | 7   | 2   | 8   | 9   | 2   | 7   | 103   | 12º  |
| 2023     | Van Amersfoort Racing     | BHR | BHR | JED | JED | ALB | ALB | BAK | BAK | MON | MON | CAT | CAT | RBR | RBR | SIL | SIL | HUN | HUN | SPA | SPA | ZAN | ZAN | MNZ | MNZ | YMC | YMC |     |     | 108   | 9°   |
| 2023     | Van Amersfoort Racing     | 22  | 5   | 16  | 6   | 10  | 7   | Rit | 8   | 4   | 4   | 6   | 10  | Rit | 1   | 18  | 16  | 13  | 10  | SQ  | 6   | C   | 4   | 3   | 13  | 3   | Rit |     |     | 108   | 9°   |
| 2024     | Trident(1-12) MP (13-14)  | SAK | SAK | JED | JED | MEL | MEL | IMO | IMO | MON | MON | CAT | CAT | RBR | RBR | SIL | SIL | HUN | HUN | SPA | SPA | MNZ | MNZ | BAK | BAK | LUS | LUS | YAS | YAS | 105   | 8°   |
| 2024     | Trident(1-12) MP (13-14)  | 10  | 14  | SQ  | 8   | Rit | 6   | 7   | 10  | 16  | Rit | 13  | 18  | 20  | Rit | 11  | 13  | SQ  | 3   | 3   | 5   | 14  | 3   | 17  | 1   | 3   | 13  | 7   | 3   | 105   | 8°   |
| 2025     | MP Motorsport             | ALB | ALB | BHR | BHR | JED | JED | IMO | IMO | MON | MON | CAT | CAT | RBR | RBR | SIL | SIL | SPA | SPA | HUN | HUN | MNZ | MNZ | BAK | BAK | LUS | LUS | YMC | YMC | 84*   |      |
| 2025     | MP Motorsport             | 4   | C   | 2   | 6   | 4   | 1   | Rit | 9   | 5   | Rit | 1   | 3   |     |     |     |     |     |     |     |     |     |     |     |     |     |     |     |     | 84*   |      |

* Stagione in corso.